# Veltheim
Veltheim é uma comuna da Suíça, no Cantão Argóvia, com cerca de 1.382 habitantes. Estende-se por uma área de 5,24 km², de densidade populacional de 264 hab/km². Confina com as seguintes comunas: Auenstein, Holderbank, Möriken-Wildegg, Oberflachs, Schinznach-Dorf.
A língua oficial nesta comuna é o Alemão.